# Картер, Ник (генерал)
Генерал сэр Николас Патрик Картер (англ. Nicholas Patrick Carter; род. 11 февраля 1959, Кения) — 23-й глава оборонного ведомства Великобритании — Начальник штаба обороны в 2018—2021 гг.; старший офицер Британской армии.

## Карьера
Картер служил командиром 2-го батальона Royal Green Jackets, в роли которого он был направлен в Боснию в 1998 году и Косово в 1999 году. После службы в Афганистане он принял командование 20-й бронетанковой бригадой в 2004 году и командовал британскими войсками в Басре. Впоследствии он был назначен главнокомандующим 6-й дивизии, которая была направлена в Афганистан. Потом он стал генеральным директором Land Warfare. После этого он стал заместителем командующего сухопутными войсками, где был главным архитектором концепции «Армия 2020». После поездки в качестве заместителя командующего Международными силами содействия безопасности в 2013 году он занял должность командующего сухопутными войсками.
С 1 февраля 2011 года по 30 апреля 2014 года — командующий Королевской военной полицией. 
В 2014 году он стал главой британской армии в качестве начальника Генерального штаба, сменив генерала сэра Питера Уолла. В 2018 году он сменил главного маршала авиации Стюарта Пича на посту начальника Штаба обороны.